# Husarskie Skrzydła
Husarskie Skrzydła – tradycyjne wyróżnienie dla najlepszych harcerskich zespołów lotniczych o wieloletnim dorobku, przyznawanymi od 1961 do 1964 i ponownie od 1982 przez Naczelnika ZHP. Skrzydła noszone są przy lilijce na czapce lub berecie.
Prawo noszenia Husarskich Skrzydeł przysługuje także niektórym drużynom ZHR, które zdobyły tę odznakę w okresie swej działalności w ZHP.
Warunkiem zdobycia tej odznaki przez drużynę, szczep lub harcerski klub lotniczy jest wykazanie się przynajmniej przez okres trzech lat dobrymi wynikami harcerskiej pracy lotniczej. Odznakę dla jednostek harcerskich i zespołów instruktorskich przyznaje Naczelnik ZHP na wniosek Inspektoratu Lotniczego GK ZHP. Prawo indywidualnego noszenia Skrzydeł przysługuje wszystkim Harcerskim Instruktorom Lotniczym.
Mają kształt według wzoru ustalonego przez Inspektorat Lotniczy lub według wzoru tradycyjnego w danym środowisku.

## Wyróżnione jednostki
Husarskie Skrzydła noszą obecnie członkowie:
- Krakowskiej 19 Lotniczej (ZHP/ZHR)
- 265 Warszawskiej Lotniczej Drużyny Harcerzy „Skrzydła” (ZHR)
- Harcerskiej Grupy Spadochronowej „Dragon” (ZHP)[1]
- 84 Białostockiej Drużyny Lotniczej „Awangarda” (ZHP)
- 7 Harcerska Drużyna Spadochronowa (ZHP)
- Harcerski Klub Lotniczy „Wzlot” jako kontynuator Szczepu Lotniczego „Wzlot” i późniejszego Kręgu Instruktorów Popularyzacji Lotnictwa „Wzlot” (ZHP)

W przeszłości odznaczone nimi były także:
- Harcerski Szczep Lotniczy „Błyskawica” (ZHP)
- Harcerskie Koło Lotnicze „Trawers” (później: Centralny Ośrodek Lotniczy) (ZHP)
- Harcerska Sekcja Spadochronowa przy Komendzie Hufca ZHP Końskie (ZHP)
- 13 Warszawskiej Lotniczej Drużyny Harcerzy „Skrzydło” (ZHP)